# Fjord du Saguenay
Die Fjord du Saguenay (englisch Saguenay Fjord) waren eine kanadische Eishockeymannschaft aus Saguenay, Québec. Das Team spielte von 2002 bis 2005 in der Ligue Nord-Américaine de Hockey.

## Geschichte
Das Franchise der Condors de Jonquière aus der Québec Semi-Pro Hockey League wurde 2002 von Jonquière nach Saguenay umgesiedelt und in Paramédic du Saguenay umbenannt. In ihren ersten beiden Spielzeiten nach der Umsiedlung belegten sie Platz vier und sechs ihrer Division. Während die QSPHL 2004 ihren Namen aufgrund der zunehmenden Professionalisierung ihrer Teilnehmer in Ligue Nord-Américaine de Hockey änderte, verkauften die Besitzer der Paramédic du Saguenay das Team aufgrund finanzieller Probleme, so dass dieses in der Saison 2004/05 unter dem Namen Fjord du Saguenay antrat. Die finanzielle Situation des Teams verschlechterte sich jedoch weiter, so dass die Mannschaft bereits nach 24 der 60 Spieltagen der regulären Saison vom Spielbetrieb der LNAH zurückgezogen wurde. Anschließend wurde das Franchise aufgelöst.

## Bekannte Spieler
- Sébastien Caron
- Link Gaetz